# Equinix
Equinix, Inc. es una empresa multinacional estadounidense con sede en Redwood City, California, que se especializa en conexión a internet y centros de datos. La compañía lidera la cuota de mercado global de centros de datos de colocación, con 260 centros de datos en 33 países en los cinco continentes.
Se cotiza en la bolsa de valores NASDAQ con el símbolo de cotización EQIX y, a fecha Diciembre de 2023, tenía aproximadamente 13.000 empleados en todo el mundo. La compañía se convirtió en un fideicomiso de inversión inmobiliaria (REIT) en enero de 2015.